# Великі кардинальні числа
У математичній області теорії множин велика кардинальна властивість — певний вид властивості трансфінітних кардинальних чисел. Кардинали з такими властивостями, як і передбачає назва, як правило, дуже великі (наприклад, більше, ніж потужність континууму). Припущення, що такі кардинали існують, не може бути доведене в самій загальній аксіоматиці теорії множин і такі пропозиції можна розглядати як спосіб вимірювання як багато потрібно припустити, щоб бути в змозі довести деякі бажані результати. Іншими словами, вони можуть бути продемонстровані висловом Дана Скотта: «Якщо ви хочете більше, ви повинні взяти на себе більше».
Аксіома великих кардинальних чисел — це аксіома про те, що існує кардинальне число (або, можливо, багато які з них) з деякою зазначеною вище великою кардинальною властивістю. Не існує в цілому з'ясованого точного визначення того, що велика кардинальна властивість являє собою насправді, хоча по суті всі згодні з тим, що список великих кардинальних властивостей абсолютно вірно описує ці властивості.

## Часткове визначення
Необхідною умовою для властивості великих кардинальних чисел є велика кардинальна властивість про існування такого великого невідомого кардинального числа, несумісного з теорією множин Цермело-Франкеля, і було доведено, що якщо теорія множин Цермело-Франкеля несуперечлива, то теорія множин Цермело-Франкеля + "не існування таких кардинальних чисел" узгоджується.

## Ієрархія узгодженості сили
Спостереження щодо аксіоми великих кардинальних чисел є лінійно впорядкована узгодженою силою, але це лише спостереження, а не теорема (без прийнятого визначення великої кардинальної властивості воно не підлягає доведенню у звичайному сенсі).
Слід також зазначити, що порядок узгодженої сили не обов'язково збігається з порядком розміру найменшого прикладу великої кардинальної аксіоми. Наприклад, існування великого кардинального числа набагато сильніше, з точки зору узгодженості сил, ніж існування надкомпактного кардинального числа, але за умови, що обидва існують.